# Angourie
Angourie é uma pequena aldeia costeira australiana localizada no estado da Nova Gales do Sul. A sua população, segundo o censo de 2006, era de 170 habitantes, dos quais 82 são homens e 88 são mulheres.

## Pessoas notáveis
- RY X, cantor